# Дакия (гидроавиатранспорт)
«Дакия» — вспомогательный крейсер типа «Румыния».

## История
Спущен на воду в 1906 году в Сен-Назере. Строился во Франции по заказу Румынии как грузо-пассажирский пароход. Затем были переоборудован во вспомогательный крейсер. После вступления Румынии в Первую мировую войну на стороне Антанты 9 сентября 1916 года передан России. В октябре вошёл в состав Черноморского флота и были переоборудован в авиатранспорт. 19 февраля 1918 корабль получил революционное имя: «1907 год». В 1919 году разоружён и возвращён румынскому флоту.
В 1940 году вновь мобилизован и переоборудован в минный заградитель. В 1944 году использовался в качестве плавбазы.
20 августа 1944 года поврежден в порту Констанца советской авиацией. Там же захвачен советскими войсками. 5 сентября 1944 года зачислен в состав Черноморского флота под наименованием "Десна". 10 октября 1944 года легко поврежден при подрыве на мине у побережья Кавказа. С 4 ноября 1944 года учебный корабль. 11 октября 1946 года переклассифицирован в плавбазу, а 9 января 1951 года - в плавказарму. Исключен из состава флота 9 сентября 1960 года и в 1961 году разобран на металл в Севастополе.